# Nu ABO
Nu ABO (em coreano: Nu 예삐오; Nu Yeppioh) é o primeiro EP do girl group sul-coreano f(x). Foi lançado em 4 de maio de 2010 na Coreia do Sul. A primeira performance promocional foi feita em 7 de maio no Music Bank.

## Antecedentes
A faixa-título "Nu ABO" (Nu 예삐오) é um jogo de palavras que significa "New Blood Type" (Sangue Novo): A, B e O são os tipos de sangue, e se as letras são ditas em sucessão, parece com "ye-bbi-oh" ("예삐오"). O título é representa o facto de que f(x) é um novo grupo e traz os seus novos valores, o que significa que eles são o "sangue novo" na indústria da música.
Seu comeback foi no Music Bank. Depois de muita especulação, foi anunciado em seu site oficial que seu single seguinte seria Mr. Boogie, que foi apresentada no Music Core em 17 de julho.

## Desempenho
Alcançou a posição de número #1 on-line no Monkey3, Dosirak e Bugs, ao mesmo tempo que atingiu a #2 no Melon. Nas Filipinas, estreou na posição #20 lugar no gráfico MYX International Top 20 e foi o primeiro single do grupo a estréia na referida parada musical.

## Lista de faixas
| N.º            | Título                                         | Letras         | Música                                                                                  | Duração |  |
| 1.             | "NU 예삐오 (Nu ABO)"                           | Yoo Young-jin  | Cutfather, Mynority Jose Aguirre Lopez, Thomas Troelsen, Engelina Larsen, Yoo Young-jin | 3:44    |  |
| 2.             | "Mr. Boogie"                                   | Kenzie         | Fredrik Fencke, Emilh Tigerlantz                                                        | 3:00    |  |
| 3.             | "아이스크림 (Ice Cream)"                       | Kim Bumin      | Hitchhiker                                                                              | 3:06    |  |
| 4.             | "ME+U"                                         | Kim Young Hu   | Cho Hun Young                                                                           | 3:16    |  |
| 5.             | "Surprise Party"                               | Shim Eun Ji    | Shim Eun Ji                                                                             | 2:43    |  |
| 6.             | "Sorry (Dear.Daddy)" (Dueto de Luna e Krystal) | Kim Hee Young  | Shim Eun Ji, Lee Min Young                                                              | 3:41    |  |
| Duração total: | Duração total:                                 | Duração total: | Duração total:                                                                          | 19:34   |  |

## Histórico de lançamento
| País          | Data                                                                               | Gravadora         | Formato |
| ------------- | ---------------------------------------------------------------------------------- | ----------------- | ------- |
| Coreia do Sul | 3 de maio de 2010                                                                  | SM Entertainment  | CD      |
| Hong Kong     | 18 de maio de 2010                                                                 | Avex Asia         | CD      |
| Taiwan        | 28 de maio de 2010                                                                 | Avex Asia         | CD      |
| Filipinas     | 19 de junho de 2010 (Lançamento especial) 25 de junho de 2010 (Lançamento oficial) | Universal Records | CD      |